# Kdekoli, jen ne tady
Kdekoli, jen ne tady (v anglickém originále Anywhere But Here) je americký dramatický film z roku 1999. Režisérem filmu je Wayne Wang. Hlavní role ve filmu ztvárnili Susan Sarandon, Natalie Portman, Shawn Hatosy, Hart Bochner a Eileen Ryan.

## Ocenění
Natalie Portman byla za svou roli v tomto filmu nominována na Zlatý glóbus.

## Obsazení
| Susan Sarandon  | Adele August  |
| Natalie Portman | Ann August    |
| Shawn Hatosy    | Benny         |
| Hart Bochner    | Josh Spritzer |
| Eileen Ryan     | Lillian       |
| Ray Baker       | Ted           |
| John Diehl      | Jimmy         |
| Bonnie Bedelia  | Carol         |